# 帕克賽德 (印地安納州)
帕克賽德（英語：Parkside）是位於美國印地安納州巴塞洛繆縣的一個非建制地區。該地的面積和人口皆未知。

## 地理
帕克賽德的座標為39°14′18″N 85°54′41″W / 39.23833°N 85.91139°W，而該地的平均海拔高度為195米（即640英尺）。